# 宇宙域

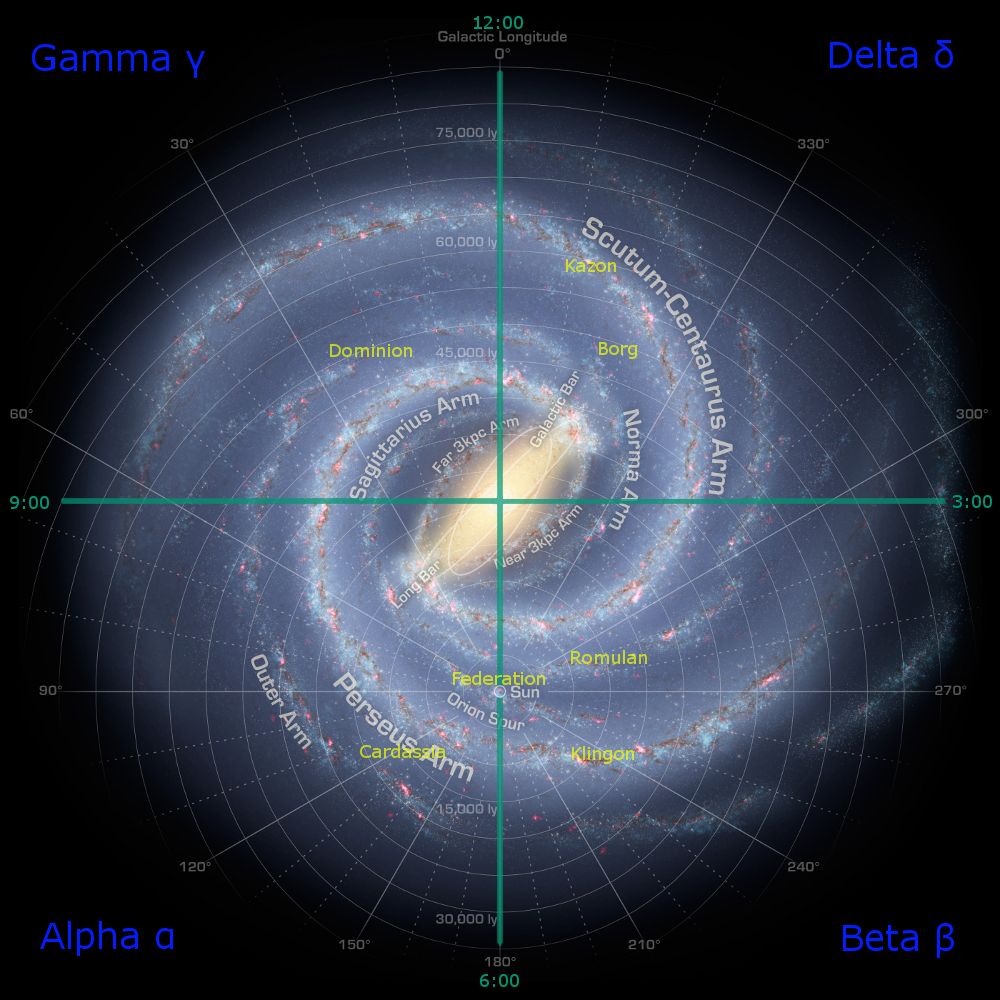

宇宙域（英: Galactic quadrant）とは、テレビドラマ『スタートレック』の世界で銀河系（＝天の川銀河）を90度ずつ四つの象限に区切った呼び名である。

## 概要
太陽系と銀河中心を結ぶ線を基準として、銀河の回転方向に向かって順にアルファ宇宙域（図・左下）、ガンマ宇宙域（図・左上）、デルタ宇宙域（図・右上）、ベータ宇宙域（図・右下）と呼ばれる（アルファベット順ではない）。それぞれの宇宙域は20光年四方のブロックに区切られた「セクター（星域）」に細分され、太陽系は「セクター001」に位置する。右図では平面的に見えるが、それぞれの宇宙域は立方体であり、恒星系がほとんどない部分もある。「宇宙域」は惑星連邦が独自に定めたローカルな区分であるが、劇中ではロミュラン人やカーデシア人などの他種族がこの区分に基づいて会話しているシーンが頻繁に見られる。

## 劇中の描写

### アルファ宇宙域
アルファ宇宙域には、惑星連邦加盟星系の大部分があり、カーデシア連合、フェレンギ同盟などがある。ベイジョー星系もここに位置し、ディープ・スペース・ナインとガンマ宇宙域につながる特殊なワームホールが存在する。
地球は、アルファ・ベータ両宇宙域の中間に存在するが、「アルファ宇宙域セクター001」として表される。ズィンディの根拠地のあるデルフィック領域も両宇宙域の境界近く（アルファ側）にあった。

### 主な星系・惑星・星域・施設
- 太陽系
  - 地球
  - 火星 - ある程度テラフォーミング化されていたが壊滅。
- ベイジョー
  - ディープ・スペース・ナイン
- カーデシア・プライム
- バッドランド
- デルフィック領域

#### 主な種族
- ブリーン人
- フェレンギ人
- センケチ
- カーデシア人
- ベイジョー人
- タラリア人
- ソリア人

##### 主な惑星連邦加盟種族
- 地球人
- テラライト人
- トリル人
- ベタゾイド

### ベータ宇宙域
ベータ宇宙域には、惑星連邦加盟星系の一部と、ロミュラン星間帝国（ロミュラン・スター・エンパイア）、クリンゴン帝国などがあり、数々の銀河戦争の舞台となった歴史がある。

### 主な惑星・星域
- バルカン
- クロノス
- ロミュラス

#### 主な種族
- ロミュラン人
- クリンゴン人
- ゴーン人
- ソーナ人
- メトロン人

##### 主な惑星連邦加盟種族
- バルカン人
- アンドリア人
- ライジェル人

### ガンマ宇宙域
ガンマ宇宙域は、前述のベイジョー・ワームホールの発見とドミニオンとの接触によって、流動体生物とドミニオンの支配下にあることがわかった。
ガンマ宇宙域やデルタ宇宙域は惑星連邦から数万光年離れているため、24世紀後半までほとんど何も知られていなかった。

### デルタ宇宙域
またデルタ宇宙域はU.S.S.ヴォイジャーの放浪によって多くの情報が得られ、ボーグが広範囲を支配して、すでに多種族を同化したことがわかっている。ボーグはデルタ宇宙域から三度にわたって惑星連邦への侵略を行った。

#### 主な種族
- ボーグ
- ケイゾン人
- ヴィディア人
- タラクシア人
- オカンパ人
- ヒロージェン
- マロン人

### 銀河中心部
グレートバリアと惑星シャカリーがある。